# Zir vára
Zir vára egy középkori várhely Horvátországban, a Lika-Zengg megyei Gospićhoz tartozó Kruškovac határában.

## Fekvése
A Gospićtól délkeletre, a Likai karsztmező délkeleti részén, a Likai-középhegység lábánál fekvő, Gospićhoz tartozó Kruškovac falu feletti 650 méteres Gradina nevű magaslaton találhatók alig észrevehető maradványai.

## Története
A vár Mercator 1627-ből származó térképén található „Sir” néven. 
A fennmaradt középkori okmányokban nem találunk információt ennek a várnak az építtetőiről és tulajdonosairól. Mivel a középkori Zir település elfoglalta a mai Drenovac falu keleti részének területét, amelynek neve (Dehartac alakban) olvasható Zirtől nyugatra a Mercator-féle térképen is megállapítható, hogy a vár a település központjában volt. Glavinić püspök 1696-os likai látogatása során nem messze e vár helyétől templomot említ, mely már a harmadik volt Raduč területén. Ez az adat közvetetten ugyancsak megerősíti, hogy a vár egy nagyobb település központjában helyezkedett el, amely nagy valószínűséggel hasonlított ezen a térség mai településeihez, amelyek nemzetségi alapon több kisebb faluból álltak.

## A vár mai állapota
Ma ezen a helyen nincsenek látható vármaradványok, a terepen csak az épületek lehetséges alapjai láthatók, amelyek alaprajzát régészeti szondázás nélkül nem lehet meghatározni. Az egyetlen objektum, amelyet bizonyos mértékig meghatározhatunk egy téglalap alakú épület a domb ellaposodott gerincének közepén. Ebben a téglalap alakú objektumban egy palotát feltételezhetünk. Ezt a feltételezést a régészeti szondázás erősítheti meg, amely kiindulópont lehet e hely teljesebb régészeti feltárásához.